# مسابقه بین‌المللی پیانونوازی فرانتس لیست
مسابقه بین‌المللی پیانونوازی فرانتس لیست (انگلیسی: Franz Liszt International Piano Competition) نام رقابتی بین‌المللی در کشور مجارستان است که هر ۵ سال یکبار، مابین پیانونوازانی از سرتاسر جهان برگزار می‌شود.
این مسابقه یکی از ۱۷ زیر مجموعهٔ «رقابت‌های بین‌المللی موسیقی بوداپست» است که در شهر بوداپست، پایتخت مجارستان برگزار می‌گردد.
«مسابقه بین‌المللی پیانونوازی فرانتس لیست» در سال ۱۹۳۳ میلادی بنیان نهاده شد و در آن سال، تحت رهبری ارنو دوهنانی در محلِ «آکادمی موسیقی لیست» برگزار گردید.
در رقابت‌های سال ۲۰۱۱، به مناسبت دویستمین سال تولد «فرانتس لیست»، فقط آثار این آهنگساز برجستهٔ مجارستانی نواخته شد.